# Chlorocypha croceus
Chlorocypha croceus là loài chuồn chuồn trong họ Chlorocyphidae. Loài này được Longfield mô tả khoa học đầu tiên năm 1947.